# 872 هـ
872 هـ هي سنة في التقويم الهجري امتدت مقابلةً في التقويم الميلادي بين سنتي 1467 و1468.

## وفيات
- الشمني
- عبد الرحمان الثعالبي